# Puntas
Puntas es un barrio ubicado en el municipio de Rincón en el estado libre asociado de Puerto Rico. En el Censo de 2010 tenía una población de 1575 habitantes y una densidad poblacional de 248,41 personas por km².

## Geografía
Puntas se encuentra ubicado en las coordenadas 18°21′42″N 67°15′27″O / 18.36167, -67.25750. Según la Oficina del Censo de los Estados Unidos, Puntas tiene una superficie total de 6.34 km², de la cual 4.99 km² corresponden a tierra firme y (21.24%) 1.35 km² es agua.

## Demografía
Según el censo de 2010, había 1575 personas residiendo en Puntas. La densidad de población era de 248,41 hab./km². De los 1575 habitantes, Puntas estaba compuesto por el 88.38% blancos, el 2.73% eran afroamericanos, el 0.19% eran amerindios, el 0.06% eran asiáticos, el 5.9% eran de otras razas y el 2.73% pertenecían a dos o más razas. Del total de la población el 88.7% eran hispanos o latinos de cualquier raza.